# Trail-Orienteering-Weltmeisterschaften 2013
Die 10. Trail-Orienteering-Weltmeisterschaften fanden vom 6. bis 14. Juli in Vuokatti parallel zu den Orientierungslauf-Weltmeisterschaften 2013 statt. 

## Paralympische Klasse
| Platz | Land | Athlet/in        | Punkte | Zeit  |
| ----- | ---- | ---------------- | ------ | ----- |
| 1     | CZE  | Jana Kostova     | 42     | 111   |
| 2     | CZE  | Pavel Dudík      | 39     | 116,5 |
| 3     | DEN  | Søren Saxtorph   | 39     | 211,5 |
| 4     | UKR  | Jegor Surkow     | 38     | 96    |
| 5     | FIN  | Matti Mäntyniemi | 38     | 205   |
| 6     | RUS  | Pawel Schmatow   | 38     | 245   |
| 7     | SWE  | Ola Jansson      | 38     | 273   |
| 8     | CRO  | Ivica Bertol     | 36     | 215,5 |

Datum: 10. und 11. Juli 2013

Ort: 

## Offene Klasse
| Platz | Land | Athlet/in        | Punkte | Zeit  |
| ----- | ---- | ---------------- | ------ | ----- |
| 1     | FIN  | Jari Turto       | 44     | 110   |
| 2     | SWE  | Martin Fredholm  | 44     | 164,5 |
| 3     | FIN  | Antti Rusanen    | 43     | 52,5  |
| 4     | FIN  | Lauri Kontkanen  | 43     | 66    |
| 5     | SWE  | Stig Gerdtman    | 43     | 123,5 |
| 6     | CZE  | Tomáš Leštínský  | 42     | 60,5  |
| 7     | ITA  | Guido Michelotti | 42     | 139   |
| 8     | GER  | Anne Straube     | 42     | 199   |

Datum: 10. und 11. Juli 2013

Ort: 

## TempO
| Platz | Land | Athlet/in            | Zeit  | Strafzeit | Gesamt |
| ----- | ---- | -------------------- | ----- | --------- | ------ |
| 1     | FIN  | Pinja Mäkinen        | 324   | 30        | 354    |
| 2     | SWE  | Marit Wiksell        | 244   | 180       | 424    |
| 3     | FIN  | Lauri Kontkanen      | 309   | 150       | 459    |
| 4     | FIN  | Antti Rusanen        | 299,5 | 110       | 409,5  |
| 5     | NOR  | Martin Jullum        | 286,5 | 240       | 526,5  |
| 6     | UKR  | Witalij Kyrytschenko | 339,5 | 210       | 549,5  |
| 7     | SWE  | Lennart Wahlgren     | 362   | 210       | 572    |
| 8     | LAT  | Guntars Mankus       | 419   | 180       | 599    |

Datum: 12. Juli 2013

Ort: 

## Mannschaft
| Platz | Land | Athleten                                             | Punkte | Zeit |
| ----- | ---- | ---------------------------------------------------- | ------ | ---- |
| 1     | SWE  | Martin Fredholm Stig Gerdtman Michael Johansson      | 59     | 52   |
| 2     | CRO  | Ivica Bertol Zdenko Horjan Ivo Tišljar               | 58     | 47   |
| 3     | DEN  | Søren Saxtorph Maria Krog Schulz Vibeke Vogelius     | 58     | 124  |
| 4     | FIN  | Lauri Kontkanen Antti Rusanen Pekka Seppä            | 58     | 130  |
| 5     | NOR  | Lars Jakob Waaler Martin Jullum Egil Sønsterudbråten | 57     | 35   |
| 6     | LTU  | Andrius Jovaiša Evaldas Liekmanis Evadas Butrimas    | 57     | 79,5 |
| 7     | CZE  | Tomáš Leštínský Pavel Dudík Jana Kostova             | 57     | 106  |
| 8     | LAT  | Guntars Mankus Zita Rukšane Guntis Jakubovskis       | 55     | 70   |

Datum: 11. Juli 2013

Ort: 

## Medaillenspiegel
| Platz | Land       | Gold | Silber | Bronze | Gesamt |
| ----- | ---------- | ---- | ------ | ------ | ------ |
| 1     | Finnland   | 2    | –      | 2      | 4      |
| 2     | Schweden   | 1    | 2      | –      | 3      |
| 3     | Tschechien | 1    | 1      | –      | 2      |
| 4     | Kroatien   | –    | 1      | –      | 1      |
| 5     | Dänemark   | –    | –      | 2      | 2      |